# キルギスの教育
キルギスの教育（キルギスのきょういく）は、7歳から15歳までの9年間が義務教育となっている。すなわち、小学校での4年間とそれに続く中学校での5年間とが義務教育であり、その後は、2年制の高等学校、高等専門学校、専修学校のいずれかに進学することができる。
キルギスにおいて教育を担当する国家機関は教育科学省(MES)である。予算の削減により、教員の給与が減額され、教育用の設備も減らされることとなった。このことは、女子の児童・生徒・学生の人数が不釣り合いに減少していることに反映されている。
2008年現在で、国内総生産(GDP)の3.7パーセントが教育予算として使用されている。2001年の時点では、7歳から15歳までの人口のおよそ89パーセントが小学校または中学校に在籍していたが、2000年代前半にはこの数字は減少した。2004年の段階で、キルギスの識字率は98.7パーセントであった。

## 教育組織

### 就学前・初等教育
就学前教育は3歳から6歳ないし7歳までの子供たちのために提供されており、義務教育ではない。しかし、就学前教育へのアクセスは限られており、2005年の時点で、純就学率はわずか10パーセントにすぎない。
小学校に入学する年齢は通常、6歳もしくは7歳である。小学校は4年制であり、これは義務教育となっている。2007年以降、小学校において、児童は制服を着用することが義務付けられている。この法律では、児童の両親が制服を購入しなければならないため、学校に入学できない児童が増加する原因になっていると国際連合児童基金(UNICEF)は指摘している。教育の質については、時折「低い」と評価される場合がある。2006年のOECD生徒の学習到達度調査(PISA)において、キルギスは読解、数学、理科の分野において最下位であった。

### 中等教育
中等教育は前期中等教育から始まる。前期中等教育は義務教育であり、4年制である。その後生徒は、総合教育を受けるか、職業教育を受けるか選択することができる。
総合教育は2年間のカリキュラムで構成される。このカリキュラムを修了すると、生徒は「attestat」と呼ばれる修了証を受け取ることができる。この修了証は大学に入学する際に必要とされるのが一般的である。
職業教育においては、3種類のコースが用意されている。すなわち、職業教育と総合教育の両方を受けることができ、高等教育を受ける準備も行う3年間のコース、職業教育と総合教育の両方を受けることができるが高等教育を受ける準備は行わない2年間のコース、純粋な職業教育のみを受ける10か月間のコースである。なお、10か月間のコースは大人でも受講することができる。職業教育は、高等専門学校並びに専修学校にて実施されている。

### 高等教育

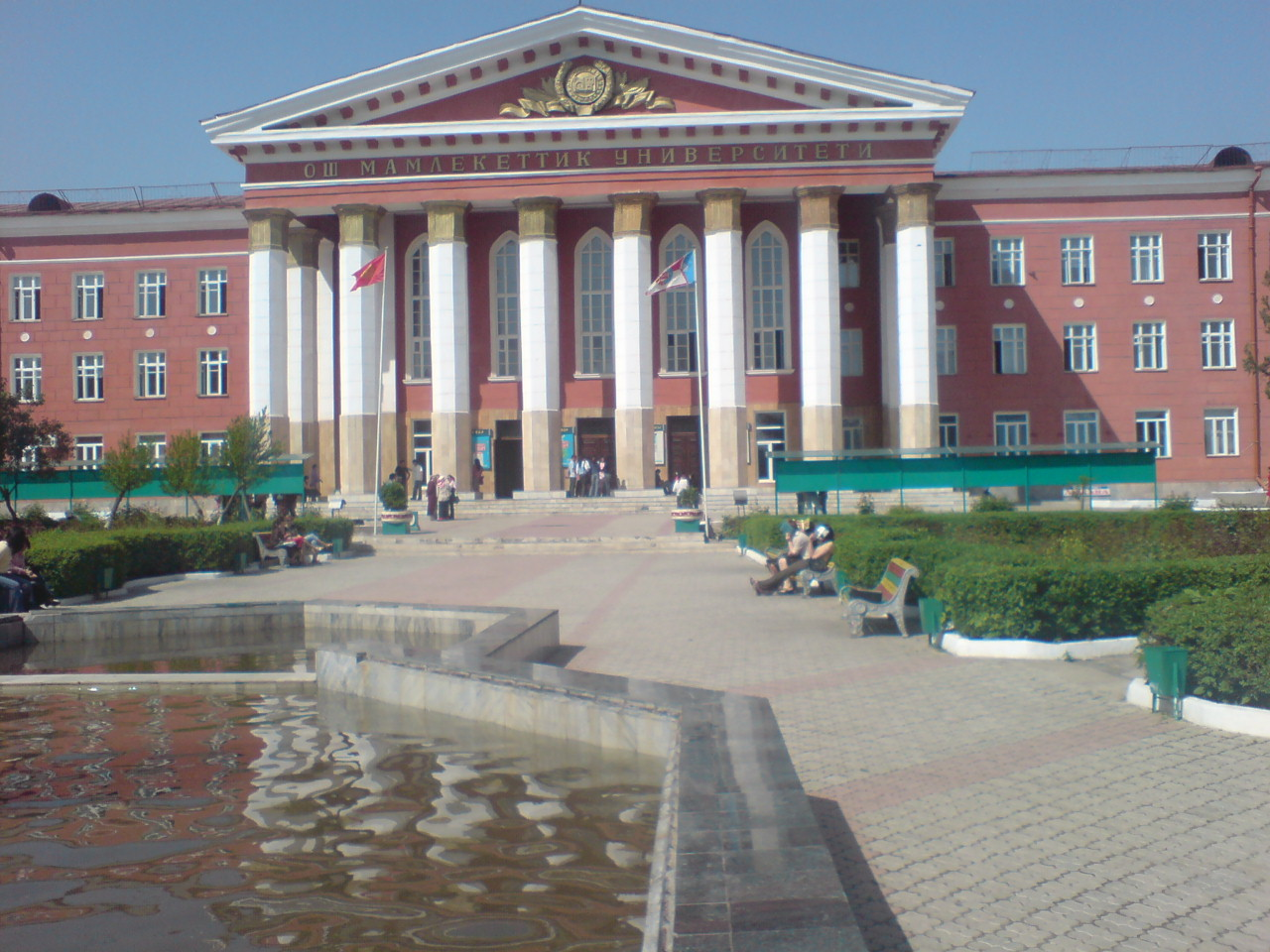
Osh State University

キルギスの高等教育は、大学、専門学校、専門高等教育機関、それに学会で行われている。キルギスには54校の高等教育機関があり、いち33校が国公立で21校が私立である。2011年・2012年の時点では、高等教育の就学率は12.5パーセントであった。
大学は4年制であり、卒業者には学士号(Bakalavr)が授与される。学士号を授与された学生は2年制の修士課程(Magistr)に進学することができる。あるいは、大学の医学部・建築学部で6年学ぶか、大学のそれ以外の学部で5年学べば、「専門家」(specialist)の学位を得ることもできる。修士号か「専門家」学位のいずれかを取得すれば、博士課程(aspirantura)に進学することが可能となる。
専門学校は、自然科学系の分野において大学と同じ学位を授与している。学会は通常、大学または専門学校の専門的な一支部である。専門高等教育機関は、狭い分野の教育に特化した教育機関である。
キルギスの大学の教員の能力については批判がある。たとえ規則上、大学で教えるためには修士号以上の学位が必要であっても、ほとんどの教員は実際には学士号しか持っていないか、学士号すら持っていないのである。